# 哈考特站
哈考特站（英語：Harcourt）是一個位於愛爾蘭都柏林的都柏林轻轨站，在2004年通車，前身為哈考特街火車站。

## 歷史
哈考特街線通車後不久，車站大樓在1859年2月7日啟用。車站大樓正面由乔治·威尔金森（George Wilkinson）設計，中央為一個拱門，兩側為多立克式列柱。大樓在路堤上修建而成，比地平面高了25尺，車站地底是一個保稅倉庫。雖然是雙軌鋪設，但車站只有一個長597尺的月台在路軌西邊。貨運列車的貨物無法直達貨倉，工人們需要提取貨車後進入客運大樓，才能進入貨倉。
1925年重組成大西方鐵路後，哈考特街站的貨運使用量下降，然後轉為只提供客運服務，車站最終在1958年12月31日關閉。
1958年，愛爾蘭鐵路系統在車站地底開設了酒類博物館，博物館在1961年搬至休斯敦車站。
都柏林輕軌在2001年開始修建，於2004年建成。綠線的查尔蒙特站至桑迪福德站路線基本上與哈考特街線原本路段相同，但哈考特街站重命名為哈考特站，新車站月台位於舊車站大樓入口的正前方。